# (531) Церлина
(531) Церлина (нем. Zerlina) — астероид главного пояса, который принадлежит к спектральному классу B. Он был открыт 11 апреля 1904 года немецким астрономом Максом Вольфом в Обсерватории Хайдельберг-Кёнигштуль. Назван в честь героини оперы «Дон Жуан» Вольфганга Амадея Моцарта.
Тиссеранов параметр относительно Юпитера — 3,057.